# Kołodianka (stacja kolejowa)
Kołodianka (ukr. Колодянка) – stacja kolejowa w miejscowości Kołodianka, w rejonie zwiahelskim, w obwodzie żytomierskim, na Ukrainie. Położona jest na linii Kalinkowicze – Szepetówka.
Stacja istniała w okresie międzywojennym.